# Dinamostadion (Minsk)

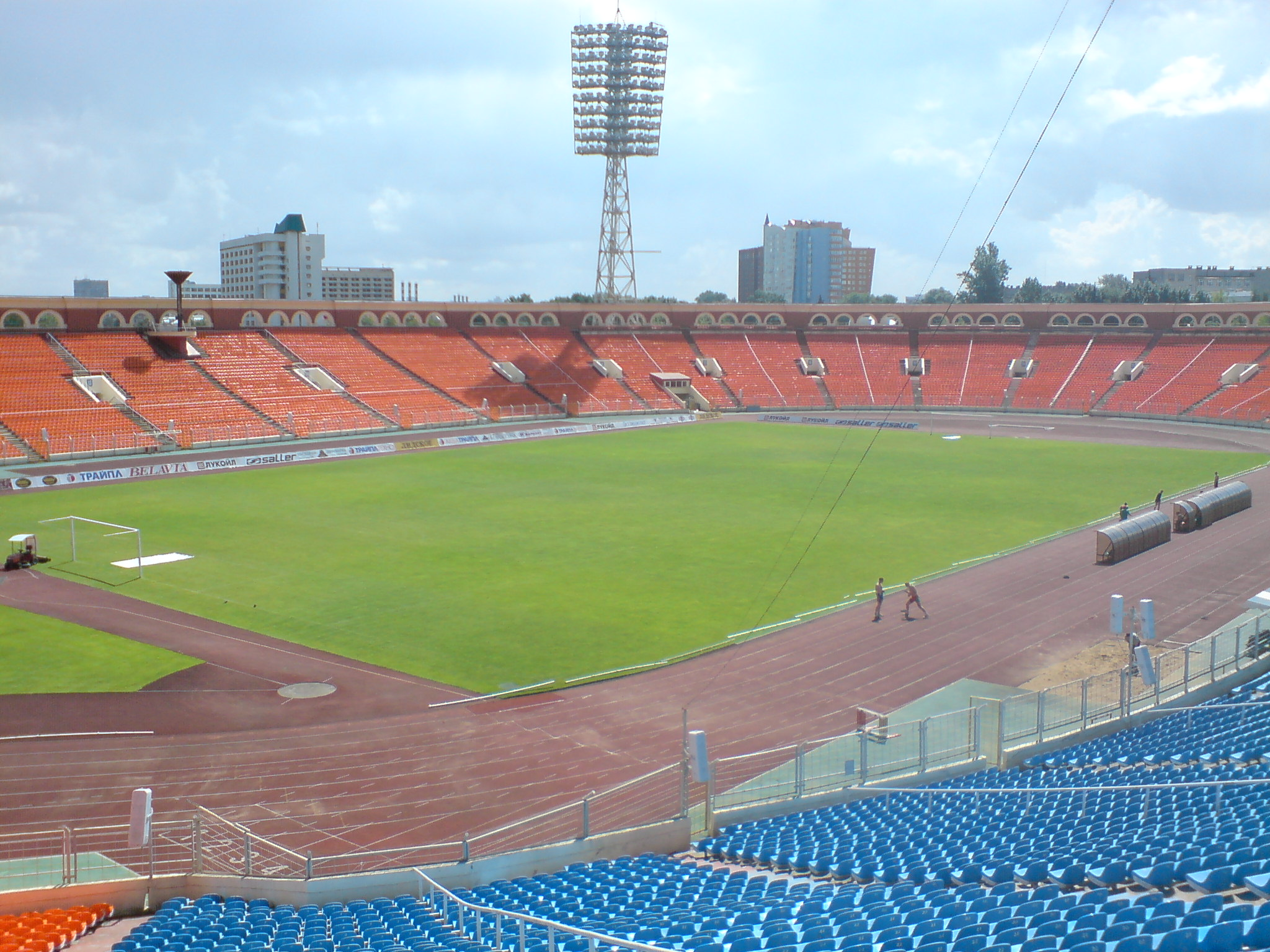
Het Dinamostadion voor renovatie (2008).

Het Dinamostadion (Wit-Russisch: Стадыён Дынама) is een multifunctioneel stadion in de Wit-Russische hoofdstad Minsk. Het stadion is de thuishaven van voetbalclub Dinamo Minsk. Tevens werkt het Wit-Russisch voetbalelftal hier haar thuiswedstrijden af. Tussen 2009 en 2012 speelde FK Minsk in het stadion.
In 2012 is begonnen met een grondige renovatie van het stadion, die in 2018 gereed kwam. Er werd onder andere een tweede ring en een dak op het stadion gerealiseerd. De capaciteit is met de renovatie teruggeschroefd van 34.000 naar de huidige 22.246.
Tijdens de Europese Spelen van 2019, vonden in het stadion de openings- en sluitingsceremonie en de atletiekonderdelen plaats.

## Interlands
Het Dinamostadion is sinds de onafhankelijkheid in 1991 het toneel voor thuiswedstrijden van het Wit-Russisch voetbalelftal, met uitzondering van de periode 2012–2018 toen het stadion werd verbouwd. Er werd toen uitgeweken naar de Borisov Arena.
| 1                          | 21 juli 1980      | Finland – Joegoslavië         | 0 – 2 | Olympische Spelen    | 5.000  |
| 2                          | 28 oktober 1992   | Wit-Rusland – Oekraïne        | 1 – 1 | Vriendschappelijk    | 10.000 |
| 3                          | 12 oktober 1994   | Wit-Rusland – Luxemburg       | 2 – 0 | Kwalificatie EK 1996 | 6.549  |
| 4                          | 16 november 1994  | Wit-Rusland – Noorwegen       | 0 – 4 | Kwalificatie EK 1996 | 5.711  |
| 5                          | 26 april 1995     | Wit-Rusland – Malta           | 1 – 1 | Kwalificatie EK 1996 | 6.915  |
| 6                          | 7 juni 1995       | Wit-Rusland – Nederland       | 1 – 0 | Kwalificatie EK 1996 | 28.000 |
| 7                          | 7 oktober 1995    | Wit-Rusland – Tsjechië        | 0 – 2 | Kwalificatie EK 1996 | 9.500  |
| 8                          | 31 juli 1996      | Wit-Rusland – Litouwen        | 2 – 2 | Vriendschappelijk    | 1.000  |
| 9                          | 31 augustus 1996  | Wit-Rusland – Estland         | 1 – 0 | Kwalificatie WK 1998 | 7.000  |
| 10                         | 9 oktober 1996    | Wit-Rusland – Letland         | 1 – 1 | Kwalificatie WK 1998 | 7.000  |
| 11                         | 8 juni 1997       | Wit-Rusland – Schotland       | 0 – 1 | Kwalificatie WK 1998 | 12.500 |
| 12                         | 5 augustus 1997   | Wit-Rusland – Israël          | 2 – 3 | Vriendschappelijk    | 5.000  |
| 13                         | 20 augustus 1997  | Wit-Rusland – Zweden          | 1 – 2 | Kwalificatie WK 1998 | 9.000  |
| 14                         | 10 september 1997 | Wit-Rusland – Oostenrijk      | 0 – 1 | Kwalificatie WK 1998 | 7.000  |
| 15                         | 7 juni 1998       | Wit-Rusland – Litouwen        | 5 – 0 | Vriendschappelijk    | 6.000  |
| 16                         | 5 september 1998  | Wit-Rusland – Denemarken      | 0 – 0 | Kwalificatie EK 2000 | 34.000 |
| 17                         | 27 maart 1999     | Wit-Rusland – Zwitserland     | 0 – 1 | Kwalificatie EK 2000 | 35.000 |
| 18                         | 18 augustus 1999  | Wit-Rusland – Rusland         | 0 – 2 | Vriendschappelijk    | 17.000 |
| 19                         | 4 september 1999  | Wit-Rusland – Wales           | 1 – 2 | Kwalificatie EK 2000 | 25.000 |
| 20                         | 9 oktober 1999    | Wit-Rusland – Italië          | 0 – 0 | Kwalificatie EK 2000 | 32.000 |
| 21                         | 2 september 2000  | Wit-Rusland – Wales           | 2 – 1 | Kwalificatie WK 2002 | 32.000 |
| 22                         | 11 oktober 2000   | Wit-Rusland – Armenië         | 2 – 1 | Kwalificatie WK 2002 | 21.700 |
| 23                         | 28 maart 2001     | Wit-Rusland – Noorwegen       | 2 – 1 | Kwalificatie WK 2002 | 39.000 |
| 24                         | 1 september 2001  | Wit-Rusland – Oekraïne        | 0 – 2 | Kwalificatie WK 2002 | 31.000 |
| 25                         | 5 september 2001  | Wit-Rusland – Polen           | 4 – 1 | Kwalificatie WK 2002 | 24.302 |
| 26                         | 12 oktober 2002   | Wit-Rusland – Oostenrijk      | 0 – 2 | Kwalificatie EK 2004 | 17.009 |
| 27                         | 29 maart 2003     | Wit-Rusland – Moldavië        | 2 – 1 | Kwalificatie EK 2004 | 7.700  |
| 28                         | 2 april 2003      | Wit-Rusland – Oezbekistan     | 2 – 2 | Vriendschappelijk    | 4.000  |
| 29                         | 7 juni 2003       | Wit-Rusland – Nederland       | 0 – 2 | Kwalificatie EK 2004 | 19.309 |
| 30                         | 20 augustus 2003  | Wit-Rusland – Iran            | 2 – 1 | Vriendschappelijk    | 10.000 |
| 31                         | 6 september 2003  | Wit-Rusland – Tsjechië        | 1 – 3 | Kwalificatie EK 2004 | 7.500  |
| 32                         | 28 april 2004     | Wit-Rusland – Litouwen        | 1 – 0 | Vriendschappelijk    | 12.000 |
| 33                         | 9 oktober 2004    | Wit-Rusland – Moldavië        | 4 – 0 | Kwalificatie WK 2006 | 18.426 |
| 34                         | 4 juni 2005       | Wit-Rusland – Slovenië        | 1 – 1 | Kwalificatie WK 2006 | 29.042 |
| 35                         | 8 juni 2005       | Wit-Rusland – Schotland       | 0 – 0 | Kwalificatie WK 2006 | 28.287 |
| 36                         | 7 september 2005  | Wit-Rusland – Italië          | 1 – 3 | Kwalificatie WK 2006 | 30.299 |
| 37                         | 12 oktober 2005   | Wit-Rusland – Noorwegen       | 0 – 1 | Kwalificatie WK 2006 | 13.222 |
| 38                         | 16 augustus 2006  | Wit-Rusland – Andorra         | 3 – 0 | Vriendschappelijk    | 7.500  |
| 39                         | 2 september 2006  | Wit-Rusland – Albanië         | 2 – 2 | Kwalificatie EK 2008 | 23.000 |
| 40                         | 11 oktober 2006   | Wit-Rusland – Slovenië        | 4 – 2 | Kwalificatie EK 2008 | 21.150 |
| 41                         | 2 juni 2007       | Wit-Rusland – Bulgarije       | 0 – 2 | Kwalificatie EK 2008 | 30.000 |
| 42                         | 22 augustus 2007  | Wit-Rusland – Israël          | 2 – 1 | Vriendschappelijk    | 10.500 |
| 43                         | 8 september 2007  | Wit-Rusland – Roemenië        | 1 – 3 | Kwalificatie EK 2008 | 19.320 |
| 44                         | 21 november 2007  | Wit-Rusland – Nederland       | 2 – 1 | Kwalificatie EK 2008 | 11.900 |
| 45                         | 26 maart 2008     | Wit-Rusland – Turkije         | 2 – 2 | Vriendschappelijk    | 12.000 |
| 46                         | 20 augustus 2008  | Wit-Rusland – Argentinië      | 0 – 0 | Vriendschappelijk    | 25.000 |
| 47                         | 15 oktober 2008   | Wit-Rusland – Engeland        | 1 – 3 | Kwalificatie WK 2010 | 29.600 |
| 48                         | 12 augustus 2009  | Wit-Rusland – Kroatië         | 1 – 3 | Kwalificatie WK 2010 | 28.000 |
| 49                         | 9 september 2009  | Wit-Rusland – Oekraïne        | 0 – 0 | Kwalificatie WK 2010 | 21.727 |
| 50                         | 2 juni 2010       | Wit-Rusland – Zweden          | 0 – 1 | Vriendschappelijk    | 12.000 |
| 51                         | 7 september 2010  | Wit-Rusland – Roemenië        | 0 – 0 | Kwalificatie EK 2012 | 26.354 |
| 52                         | 12 oktober 2010   | Wit-Rusland – Albanië         | 2 – 0 | Kwalificatie EK 2012 | 7.000  |
| 53                         | 3 juni 2011       | Wit-Rusland – Frankrijk       | 1 – 1 | Kwalificatie EK 2012 | 27.000 |
| 54                         | 7 juni 2011       | Wit-Rusland – Luxemburg       | 2 – 0 | Kwalificatie EK 2012 | 9.500  |
| 55                         | 10 augustus 2011  | Wit-Rusland – Bulgarije       | 1 – 0 | Vriendschappelijk    | 6.500  |
| 56                         | 2 september 2011  | Wit-Rusland – Bosnië en Herz. | 0 – 2 | Kwalificatie EK 2012 | 28.500 |
| 57                         | 7 juni 2012       | Wit-Rusland – Litouwen        | 1 – 1 | Vriendschappelijk    | 2.000  |
| 58                         | 12 oktober 2012   | Wit-Rusland – Spanje          | 0 – 4 | Kwalificatie WK 2014 | 28.800 |
| 59                         | 16 oktober 2012   | Wit-Rusland – Georgië         | 2 – 0 | Kwalificatie WK 2014 | 15.300 |
| 60                         | 8 september 2018  | Wit-Rusland – San Marino      | 5 – 0 | UEFA Nations League  | 13.634 |
| 61                         | 12 oktober 2018   | Wit-Rusland – Luxemburg       | 1 – 0 | UEFA Nations League  | 14.122 |
| 62                         | 15 oktober 2018   | Wit-Rusland – Moldavië        | 0 – 0 | UEFA Nations League  | 10.870 |
| 63                         | 10 oktober 2019   | Wit-Rusland – Estland         | 0 – 0 | Kwalificatie EK 2020 | 11.300 |
| 64                         | 13 oktober 2019   | Wit-Rusland – Nederland       | 1 – 2 | Kwalificatie EK 2020 | 21.639 |
| 65                         | 4 september 2020  | Wit-Rusland – Albanië         | 0 – 2 | UEFA Nations League  | 0      |
| 66                         | 14 oktober 2020   | Wit-Rusland – Kazachstan      | 2 – 0 | UEFA Nations League  | 2.074  |
| 67                         | 15 november 2020  | Wit-Rusland – Litouwen        | 2 – 0 | UEFA Nations League  | 1.985  |
| 68                         | 27 maart 2021     | Wit-Rusland – Estland         | 4 – 2 | Kwalificatie WK 2022 | 3.611  |
| 69                         | 2 juni 2021       | Wit-Rusland – Azerbeidzjan    | 1 – 2 | Vriendschappelijk    | 4.120  |
| 70                         | 16 november 2021  | Wit-Rusland – Jordanië        | 1 – 0 | Vriendschappelijk    | 1.120  |
| 71                         | 7 juni 2024       | Wit-Rusland – Rusland         | 0 – 4 | Vriendschappelijk    | 21.483 |
| Bijgewerkt op 28 juni 2024 |                   |                               |       |                      |        |